# ران (جزیره)

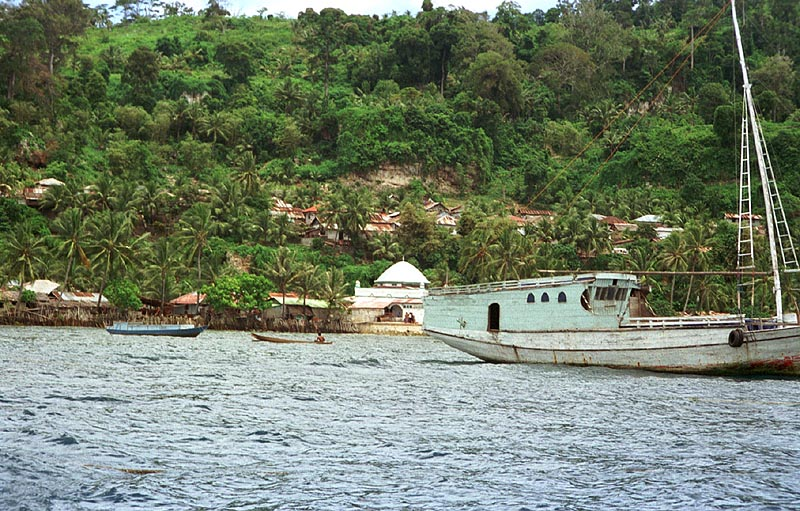
نمایی از ساحل

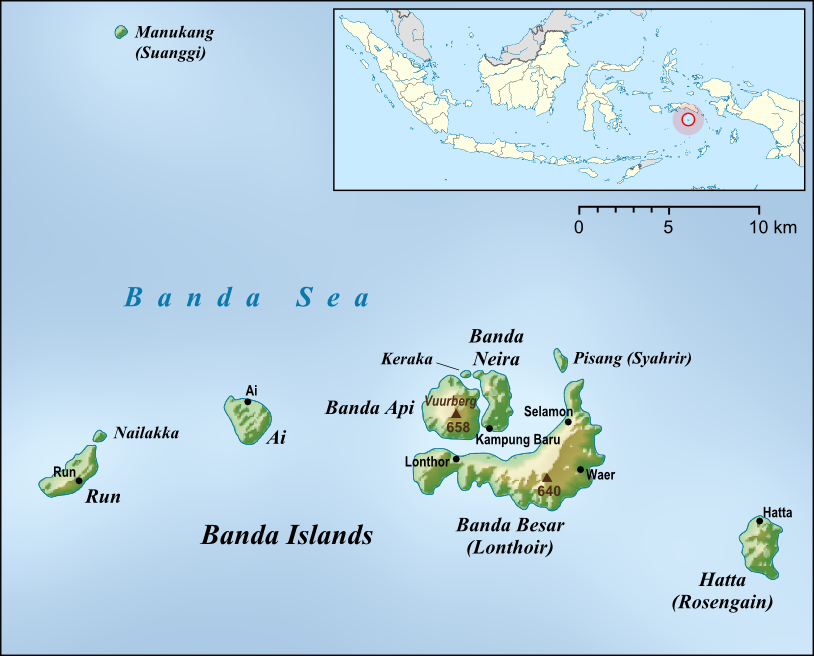
ران در غرب جزایر باندا

ران (انگلیسی: Run؛ همچنین به نام پولائو ران، پولو ران، پولو رون و رهان نیز شناخته می شود) یکی از کوچکترین جزیره‌های جزایر باندا، و بخشی از جزایر ملوک در اندونزی است.
این جزیره حدود ۳ کیلومتر (۱٫۹ مایل) طول و کمتر از ۱ کیلومتر (۰٫۶۲ مایل) عرض دارد. به اعتقاد تاریخ‌دانانی چون جان کی، جزیره ران از نظر اهمیت آن در تاریخ قابل مقایسه با جزیره رانیمید در تاریخ بریتانیا است.